# Pristimantis espedeus
Pristimantis espedeus es una especie de anuros en la familia Craugastoridae.

## Distribución geográfica y hábitat
Es endémica de la Guayana francesa.